# Midhordland
Midhordland o Midthordland es un distrito de la región de Vestlandet, Noruega. Comprende la parte central y oeste del condado de Hordaland, incluyendo mayoritariamente las islas y los fiordos de la península de Bergen. A este distrito pertenece la ciudad de Bergen —la segunda mayor del país— así como los municipios circundantes de Askøy, Austevoll, Fjell, Fusa, Os, Samnanger, Sund y Øygarden.
Al ser un distrito, no posee funciones administrativas, es simplemente una región cultural e histórica.

## Municipios de Midhorland
| Escudo | Nombre    | Habitantes | Superficie (km²) | Alcalde             | Partido | Código municipal | Variedad lingüística |
| ------ | --------- | ---------- | ---------------- | ------------------- | ------- | ---------------- | -------------------- |
|        | Askøy     | 27 858     | 100              | Knut Hanselmann     | Frp     | 1247             | Neutral              |
|        | Austevoll | 5012       | 117              | Helge Andre Njåstad | Frp     | 1244             | Nynorsk              |
|        | Bergen    | 275 112    | 465              | Trude Drevland      | H       | 1201             | Neutral              |
|        | Fjell     | 24 427     | 148              | Lars Lie            | H       | 1246             | Nynorsk              |
|        | Fusa      | 3838       | 378              | Hans S. Vindenes    | Sp      | 1241             | Nynorsk              |
|        | Os        | 19 097     | 140              | Terje Søviknes      | Frp     | 1243             | Nynorsk              |
|        | Samnanger | 2443       | 269              | Marit A. Aase       | KrF     | 1242             | Nynorsk              |
|        | Sund      | 6752       | 100              | Albrigt Sangolt     | H       | 1245             | Nynorsk              |
|        | Øygarden  | 4733       | 66               | Olav Martin Vik     | LL      | 1259             | Nynorsk              |